# Pulador
Pulador é um distrito do município brasileiro de Passo Fundo, no estado do Rio Grande do Sul. 
Com cerca de 1 200 habitantes, está localizado na região sul do município e a vinte quilômetros do centro da cidade.
É conhecido por ser o local da famosa Batalha do Pulador, conflito ocorrido em 1894, durante a Revolução Federalista, uma guerra civil travada de 1893 a 1895, no Sul do Brasil.

## Economia
A atividade agropecuária é expressiva, notadamente na produção de milho e hortigranjeiros. Com área de 18 mil alqueires, Pulador tem destaque na agricultura, especialmente milho e hortigranjeiros, como também na pecuária, com a criação de bovinos, ovinos, suínos, aves, além da piscicultura e apicultura.

## Turismo
Pulador conta com pousadas para receber visitantes que buscam o turismo rural, a Capela de São Miguel, que é procurada por romeiros, o Marco Histórico do Pulador, no local da famosa batalha da Revolução Federalista, onde é realizada a encenação do conflito.